# لوبومیر ایواانسکی
لوبومیر ایواانسکی (اوکراینی: Любомир Михайлович Іванський؛ زادهٔ ۱ نوامبر ۱۹۸۳) بازیکن فوتبال اهل اوکراین است.
از باشگاه‌هایی که در آن بازی کرده‌است می‌توان به باشگاه فوتبال کارپاتی لویو اشاره کرد.